# Resolução 172 do Conselho de Segurança das Nações Unidas
Resolução 172 do Conselho de Segurança das Nações Unidas, foi aprovada em 26 de julho de 1962, após análise do pedido da República de Ruanda para ser membro da Organização das Nações Unidas, o Conselho recomendou à Assembleia Geral que Ruanda deve ser admitido.
Foi aprovada por unanimidade.